# 埃塞俄比亞地理

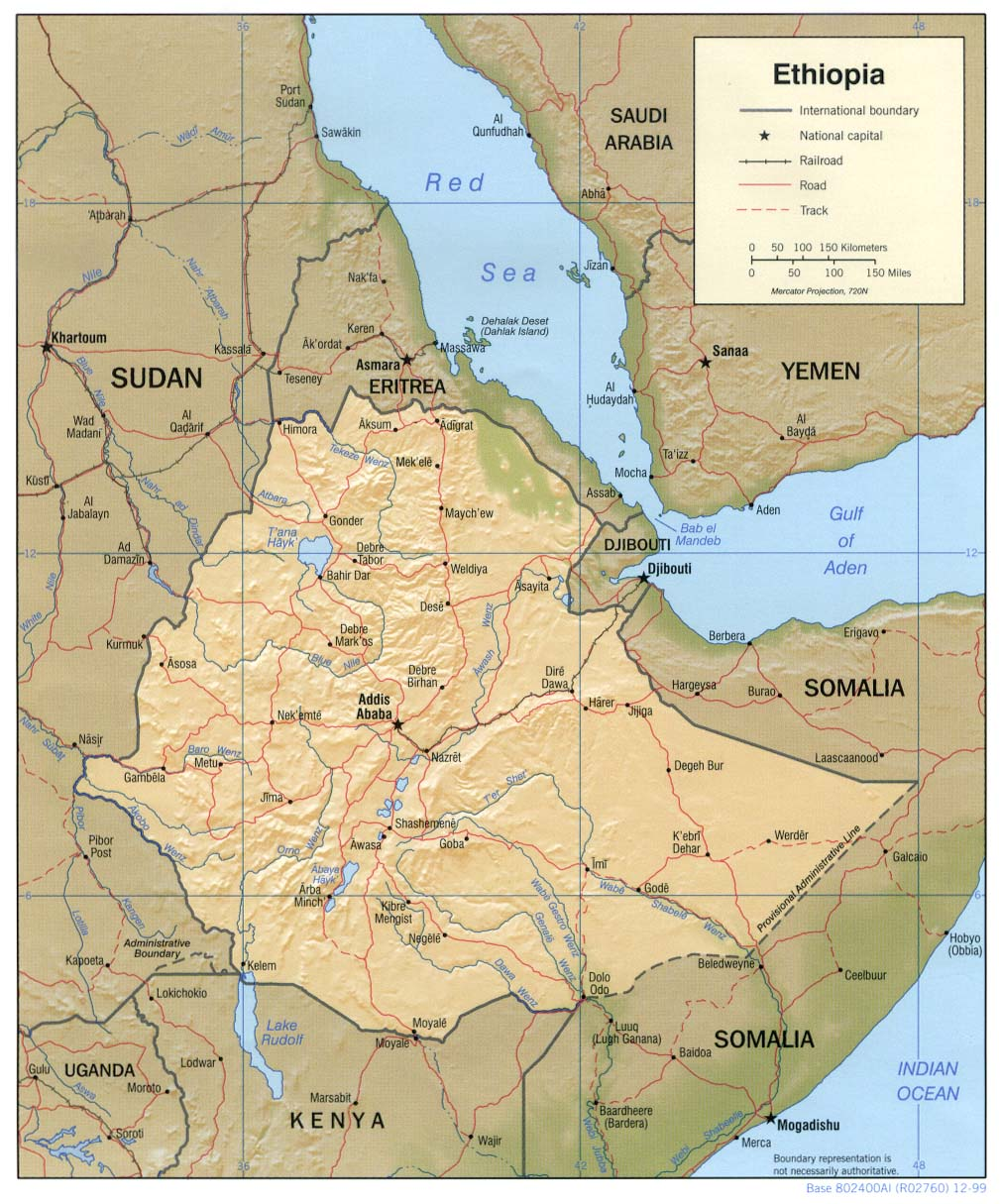
埃塞俄比亞地圖

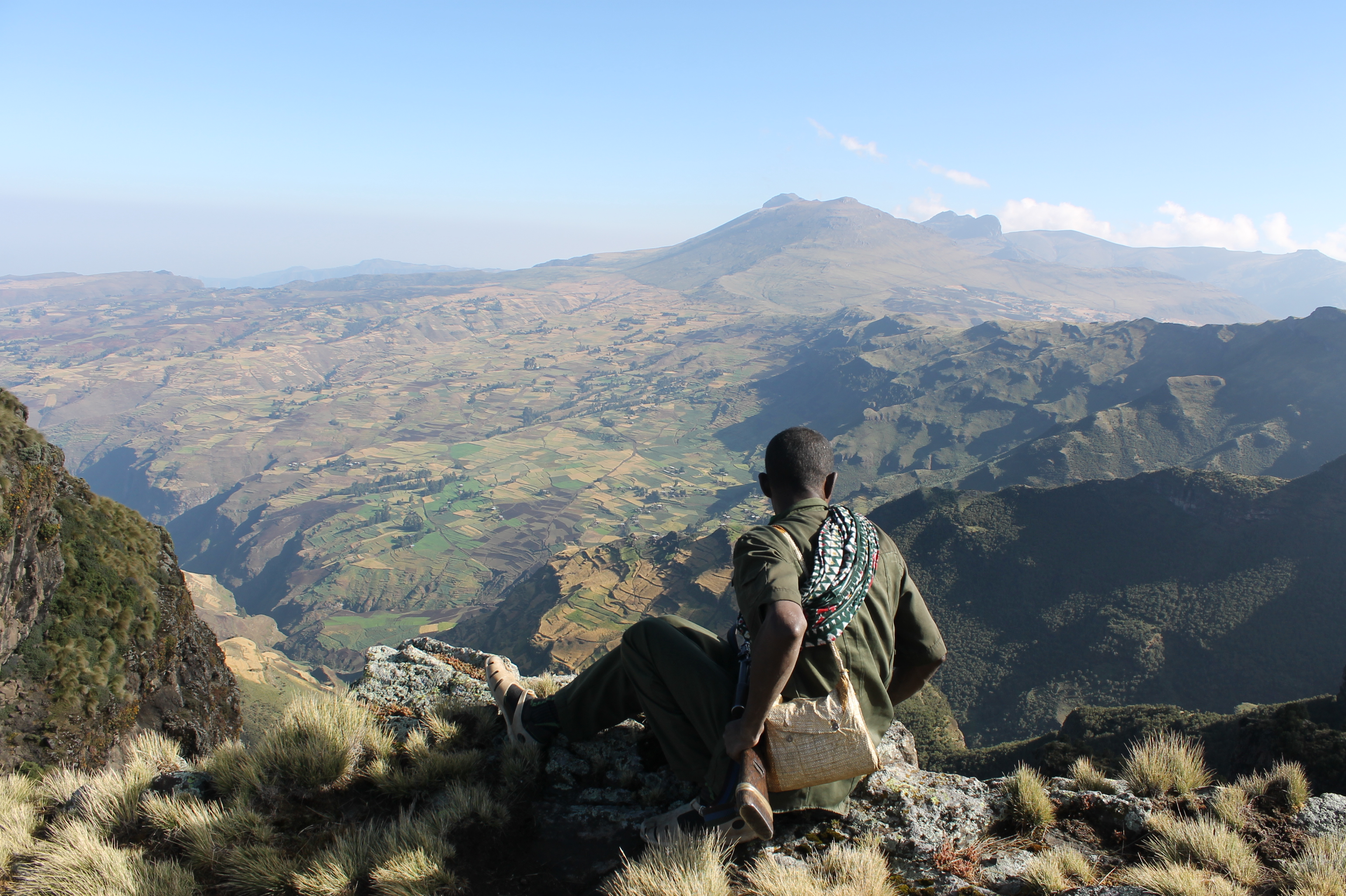
塞米恩山脈

埃塞俄比亞位於非洲之角地區，在北部和東北部和厄立特里亞接壤，在東部和吉布提及索馬里接壤，在北部和肯尼亞接壤，在西北和蘇丹接壤，在西南和南蘇丹接壤。 埃塞俄比亞高原較多，最高處海拔高度有4533米。東非大裂谷縱貫埃塞俄比亞，其以東的地區則地勢比較平緩。尼羅河流經埃塞俄比亞。

## 外部連結
- Maps of Ethiopia （页面存档备份，存于） - Perry-Castañeda Library Map Collection, University of Texas at Austin
- The soil maps of Ethiopia, EuDASM
- 《世界概况》上有关Ethiopia的条目
- The mapping of Ethiopia （页面存档备份，存于） Ethiopia-United States Mapping Mission web site
- ETHIOPIA TOPOGRAPHIC MAPS （页面存档备份，存于） East View Cartographic web site
- Ethiopia's government mapping agency, Ethiopian Mapping Authority web site